# بعد الزواج (فلم)
بعد الزواج (بالإنجليزية: After Marriage) هو فيلم أبيض وأسود درامي صامت أمريكي عام 1925 من إخراج نورمان داون وبطولة مارغريت ليفينغستون وجورج فيشر وهيلين لينش.

## القصة
كما ورد في مراجعة لمجلة سينمائية، سئم الشاب ديفيد مورجان، من زوجته لوسيل، و وقع في غرام الممثلة ألما لاثروب، ليكتشف أن منافسه الوحيد على اهتمامها كان والده. يلتقي الأب والابن على يخت بالممثلة. أثناء مغادرت الابن، وفي شجار تقتل والده من قبل الممثلة التي يتم القبض عليها، فيما يطلب الشاب المعذرة من زوجته وتسامحه.

## طاقم الممثلين
- مارغريت ليفينغستون بدور ألما لاثروب
- جورج فيشر بدور ديفيد مورغان
- هيلين لينش بدور لوسيل سبنسر
- هيرشيل مايال بدور جيمس مورغان
- أنيت بيري بدور السيدة جورج سبنسر
- ماري يونغ بدور السيدة جيمس مورغان
- آرثر جاسمين بدور بوب مونرو

## روابط خارجية
- بعد الزواج  في قاعدة بيانات الأفلام على الإنترنت (بالإنجليزية)